# Campeonato Europeo de Judo de 2001
El XLIX Campeonato Europeo de Judo se celebró en París (Francia) entre el 17 y el 20 de mayo de 2001 bajo la organización de la Unión Europea de Judo (EJU) y la Federación Francesa de Judo. 
Las competiciones se realizaron en el Palais Omnisports de Paris-Bercy.

## Medallistas

### Masculino
| Evento            | Oro                          | Plata                               | Bronce                                                     |
| ----------------- | ---------------------------- | ----------------------------------- | ---------------------------------------------------------- |
| –60 kg            | Elçin İsmayılov Azerbaiyán   | Cyril Soyer Francia                 | Cédric Taymans · Bélgica · Nestor Jerguiani · Georgia      |
| –66 kg            | Renat Mirzaliyev · Ucrania   | Davit Margoshvili Georgia           | Larbi Benboudaoud · Francia · Jozef Krnáč · Eslovaquia     |
| –73 kg            | Hennadi Bilodid · Ucrania    | Giuseppe Maddaloni · Italia         | Daniel Fernandes Francia Nicolai Belokosov Moldavia        |
| –81 kg            | Aleksei Budõlin Estonia      | Lasha Pipia · Rusia                 | Iraklı Uznadze · Turquía · Óscar Fernández Vigil · España  |
| –90 kg            | Mark Huizinga · Países Bajos | Rəsul Səlimov Azerbaiyán            | Frédéric Demontfaucon Francia Dmitri Budõlin Estonia       |
| –100 kg           | Ariel Zeevi Israel           | Ghislain Lemaire Francia            | Elco van der Geest · Bélgica · Iveri Dzhikurauli · Georgia |
| +100 kg           | Tamerlan Tmenov · Rusia      | Denis Braidotti · Italia            | Selim Tataroğlu Turquía Alexandre Davitashvili Georgia     |
| Categoría abierta | Alexandr Mijailin · Rusia    | Dennis van der Geest · Países Bajos | Zoltán Csizmadia · Hungría · Ramaz Chochishvili · Georgia  |

### Femenino
| Evento            | Oro                                 | Plata                              | Bronce                                                        |
| ----------------- | ----------------------------------- | ---------------------------------- | ------------------------------------------------------------- |
| –48 kg            | Frédérique Jossinet Francia         | Laura Moise-Moricz · Rumania       | Ann Simons · Bélgica · Giuseppina Macrì · Italia              |
| –52 kg            | Inge Clement · Bélgica              | Isabelle Schmutz · Suiza           | Laëtitia Tignola · Francia · Ioana Aluaș-Dinea · Rumania      |
| –57 kg            | Isabel Fernández Gutiérrez · España | Deborah Gravenstijn · Países Bajos | Barbara Harel · Francia · Cinzia Cavazzuti · Italia           |
| –63 kg            | Gella Vandecaveye · Bélgica         | Claudia Heill · Austria            | Ylenia Scapin · Italia · Radka Štusáková · República Checa    |
| –70 kg            | Ulla Werbrouck · Bélgica            | Cecilia Blanco García · España     | Adriana Dadci · Polonia · Mariela Spacek · Austria            |
| –78 kg            | Céline Lebrun Francia               | Heidi Rakels · Bélgica             | Claudia Zwiers · Países Bajos · Michelle Rogers · Reino Unido |
| +78 kg            | Katja Gerber · Alemania             | Tea Donguzashvili · Rusia          | Marie Elisabeth Veys · Bélgica · Mara Kovačević · Serbia      |
| Categoría abierta | Sandra Köppen · Alemania            | Anne-Sophie Mondière Francia       | Karina Bryant · Reino Unido · Irina Rodina · Rusia            |

## Medallero
| Núm. | País            | Oro | Plata | Bronce | Total |
| ---- | --------------- | --- | ----- | ------ | ----- |
| 1    | Bélgica         | 3   | 1     | 4      | 8     |
| 2    | Francia         | 2   | 3     | 5      | 10    |
| 3    | Rusia           | 2   | 2     | 1      | 5     |
| 4    | Alemania        | 2   | 0     | 0      | 2     |
| 4    | Ucrania         | 2   | 0     | 0      | 2     |
| 6    | Países Bajos    | 1   | 2     | 1      | 4     |
| 7    | España          | 1   | 1     | 1      | 3     |
| 8    | Azerbaiyán      | 1   | 1     | 0      | 2     |
| 9    | Estonia         | 1   | 0     | 1      | 2     |
| 10   | Israel          | 1   | 0     | 0      | 1     |
| 11   | Italia          | 0   | 2     | 3      | 5     |
| 12   | Georgia         | 0   | 1     | 4      | 5     |
| 13   | Austria         | 0   | 1     | 1      | 2     |
| 13   | Rumania         | 0   | 1     | 1      | 2     |
| 15   | Suiza           | 0   | 1     | 0      | 1     |
| 16   | Reino Unido     | 0   | 0     | 2      | 2     |
| 16   | Turquía         | 0   | 0     | 2      | 2     |
| 18   | Eslovaquia      | 0   | 0     | 1      | 1     |
| 18   | Hungría         | 0   | 0     | 1      | 1     |
| 18   | Moldavia        | 0   | 0     | 1      | 1     |
| 18   | Polonia         | 0   | 0     | 1      | 1     |
| 18   | República Checa | 0   | 0     | 1      | 1     |
| 18   | Serbia          | 0   | 0     | 1      | 1     |
|      | TOTAL           | 16  | 16    | 32     | 64    |